# AEC装甲車
AEC装甲車（AECそうこうしゃ）は、第二次世界大戦中にイギリスのAEC社（Associated Equipment Company ）が開発した、一連の重装輪装甲車である。

## 概要
ミドルセックス州サウスオールにあったトラックとバスの車体を生産するAEC社は、同社が開発したAECマタドールの車体を使用した装輪装甲車の開発を計画した。これは私的な試みであり、1941年に試作車がロンドンの近衛兵（イギリス）のパレードで展示され、ウィンストン・チャーチルに好意的な感触を持たせた。その後、629輌が1942年から1943年にかけて生産された。
AEC社は、同時代の戦車に匹敵する火力と防御力を持った装甲車の開発を試みた。最初の装甲車はバレンタイン歩兵戦車の砲塔と2ポンド砲を搭載した。以降の派生では6ポンド砲または75mm砲を搭載し、火力の増強を行った。これらの車輛は2挺の機関銃と、煙幕弾投射器、No.19無線装置を搭載した。
Mk.Iは、1942年後半の北アフリカ戦線で最初に実戦投入された。いくつかの車輛はクルセーダー巡航戦車の砲塔と6ポンド砲を装備していると記録されている。Mk.IIとMk.IIIはイギリス陸軍と英印軍の部隊に配備され、スタッグハウンド装甲車とともに、ヨーロッパ作戦戦域で戦った。
本車は終戦後もアルヴィス製FV601 サラディンに代替されるまで軍務に就いた。レバノン軍は1976年まで本車を運用した。

## バリエーション
- Mk.I - 原型の型式。バレンタイン歩兵戦車の砲塔を搭載した[1]。129輌生産。

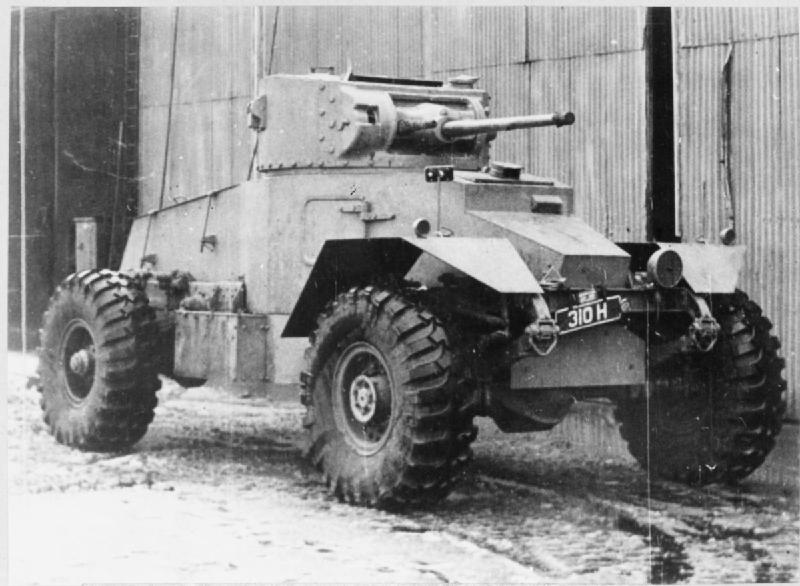
AECマークI装甲車

- Mk.II - より重い砲塔に6ポンド砲を装備。車体前部を再設計し、AEC197ディーゼルエンジン（158馬力）を搭載した。乗員4名[1]。
- Mk.III 近接支援装甲車 - マークIIの6ポンド砲を、同じ砲架で使える75mm戦車砲へ換装。

## 派生型
- AA - クルセーダー対空戦車の砲塔に、エリコン 20mm機関砲を2連装で搭載。北ヨーロッパでの連合軍の航空優勢のために量産されなかった。

## 登場作品
『War Thunder』
イギリスの対空戦車としてAEC Mk.2 AAがまたイベント車両及び装甲車(軽戦車)としてAEC Mk.2が登場。